# Xã Horton, Quận Osceola, Iowa
Xã Horton (tiếng Anh: Horton Township) là một xã thuộc quận Osceola, tiểu bang Iowa, Hoa Kỳ. Năm 2010, dân số của xã này là 170 người.